# Ubaté
Ubaté, offizieller Name Villa de San Diego de Ubaté, ist eine Gemeinde (municipio) im Departamento Cundinamarca in Kolumbien.

## Geographie
Ubaté liegt in Cundinamarca, in der Provinz Ubaté, ungefähr 97 km von Bogotá entfernt auf einer Höhe von 2556 m ü. NN und hat eine Durchschnittstemperatur von 13 °C. Die Gemeinde grenzt im Norden an Susa, Fúquene und Guachetá, im Osten an Lenguazaque, im Süden an Cucunubá und Sutatausa und im Westen an Carmen de Carupa.

## Bevölkerung
Die Gemeinde Ubaté hat 39.568 Einwohner, von denen 25.847 im städtischen Teil (cabecera municipal) der Gemeinde leben (Stand: 2019).

## Geschichte
Die Region um das heutige Ubaté wurde 1537 von Gonzalo Jiménez de Quesada für die Spanier entdeckt. Der Ort wurde 1592 von Bernardo de Albornoz gegründet. Die moderne Christusbasilika wurde 1939 fertiggestellt.

## Wirtschaft
Der wichtigste Wirtschaftszweig von Ubaté ist die Milchwirtschaft. Darüber hinaus spielen auch Landwirtschaft (Kartoffeln und Mais) und Rinderproduktion eine wichtige Rolle.

## Söhne und Töchter der Stadt
- Raúl Alfonso Carrillo Martínez (* 1964), Apostolischer Vikar von Puerto Gaitán (2016–)
- Javier A. Maldonado-Ocampo (1977–2019), Ichthyologe und Ökologe